# تومي براون
تومي براون (بالإنجليزية: Tommy Brown) (1 يناير 1906 بسندرلاند في المملكة المتحدة - ) هو لاعب كرة قدم بريطاني في مركز الوسط. لعب مع تشارلتون أثلتيك ونادي فولهام ونادي يورك سيتي ونيوكاسل يونايتد وكروك تاون ‏.